# Azhe jezik
Azhe jezik (stariji naziv azhe yi; ISO 639-3: yiz), sinotibetski jezik tibetsko-burmanske skupine, kojim govori 54 000 ljudi (Bradley 2007.; 40 000, 2002.) u kineskoj provinciji Yunnan, okruzi Mile, Huaning i Kaiyuan.
Klasificirao se jugoistočnoj yi podskupini, šire skupine yi, dok se danas vodi kao jedan od 24 centralnih ngwi jezika. Etnički pripadaju u Yi narode. U upotrebi je i mandarinski kineski [cmn]

## Vanjske poveznice
- Ethnologue (14th)